# آبشار لویس رود شرقی
آبشار لویس رود شرقی (به انگلیسی: Lewis Road East Falls) آبشاری است که در همیلتون (انتاریو)، کانادا واقع شده و ارتفاع کلی ریزشگاه آن ۸ متر (۲۶ فوت) است.